# WWE Tough Enough
WWE Tough Enough (dříve známé jako WWF Tough Enough) je profesionální wrestlingový reality televizní pořad od WWE, kde účastníci absolvují školení v profesionálním wrestlingu a soutěží o smlouvy s WWE. První tři sezóny, které se odvysílaly na MTV, vyhrály dva vítězové. Čtvrtá sezóna byla odvysílána v roce 2004 s pouze jedním vítězem který byl poté integrovaný do SmackDownu!. V říjnu 2010 televizní stanice USA Network, která vysílá WWE Raw, oznámila, že WWE pořad Tough Enough obnovuje. Byla vysílána vždy před Raw. První sezóna po obnovení byla odvysílána 4. dubna 2011, den po WrestleManii XXVII. První tři sezóny byly v koprodukci s MTV, zatímco ta obnovující s Shed Media. Nynější sezóny se oficiálně vysílají na Universal HD a také na Oxygen a G4.
Od roku 2012 zde nejsou žádní vítězové Tough Enough kteří by stále byly v hlavním rosteru WWE. Nejvíce úspěšný byl však John Hennigan, který zápasil pod jménem John Morrison v Raw a to předtím, než byl ze svého WWE kontraktu 28. listopadu 2011 propuštěn. Hennigan a Maven Huffman, vítěz 1. sezóny, byli jediní, kteří z Tough Enough získali ve WWE nějaký titul. Hennigan držel ECW šampionát, WWE Mezinárodní šampionát a WWE Tag Teamový šampionát již několikrát. Huffman jednou držel WWE Hardcore šampionát. Christopher Nowinski, který Tough Enough sice nevyhrál, držel WWE Hardcore šampionát také. Mike Mizanin, který skončil na druhém místě v $1,000,000 Tough Enough a je lépe známý jako The Miz, držel jednou WWE šampionát a Mezinárodní šampionát a dvakrát šampionát Spojených států. The Miz a John Morrison také společně drželi WWE Tag Teamový šampionát, Světové Tag Teamové tituly a jsou dvounásobnými vítězi Slammy Awards. Josh Lomberger, lépe známý jako Josh Matthews, je v současné době zaměstnanec, který je z Tough Enough ve WWE nejdéle, v roce 2002 podepsal s WWE kontrakt a stal se ringovým hlasatelem a reportérem.

## Originální sezóny

### Tough Enough
Maven Huffman a Nidia Guenardová vyhráli první sezónu Tough Enough. Pouze dva účastníci byli ze show eliminováni; ostatní odešli dobrovolně. Z finálních pěti soutěžících podepsali s WWE kontrakt čtyři z nich. Nidia byla z WWE propuštěna 3. listopadu 2003, zatímco Maven byl propuštěn 5. července 2005.
Přestože obě postoupili přes počáteční vyřazování z 230 soutěžících na pouhých 25, eventuální vítězka 2. sezóny Jackie Gaydaová a bývalá TNA Women's Knockout šampionka ODB (Jessica Kresaová) nebyly vybrány mezi finálních 13 soutěžících kteří v první sezóně vystupovali. Současný WWE ringový hlasatel Justin Roberts, který se objevil na konkurzu a 25. ledna 2001 debutoval na SmackDownu!.
DVD první sezóny Tough Enough bylo vydáno v roce 2002, stejně jako soundtrack.

#### Trenéři
- Jacqueline
- Tori
- Tazz

#### Soutěžící
- Bobbie Jo Anderson
- Chris Nifong
- Christopher Nowinski (aneb Chris Harvard) (později vystupoval na Raw ale odešel poté, co měl těžký otřes mozku)
- Darryl Cross
- Greg Whitmoyer (vystupoval v několika jiných organizacích)
- Jason Dayberry
- Josh Lomberger (aneb Josh Matthews) (později vystupoval na SmackDownu! jako hlasatel, v současné době je komentátor na WWE SmackDown)
- Maven Huffman (vítěz)
- Nidia Guenardová (vítězka)
- Paulina Thomasová
- Shadrick McGee
- Taylor Matheny
- Victoria Taborová

### Tough Enough 2
Vítězkami druhé sezóny se staly Linda Milesová a Jackie Gaydaová. Po oznámení, kdo show vyhrál, byli mužští finalisté uraženi, jelikož jim bylo údajně řečeno, že show vyhraje jedna žena jeden muž. Nicméně Linda byla propuštěna 12. listopadu 2004 a Jackie 5. července 2005. Gaydaová se později vzala s wrestlerem Charliem Haasem. 

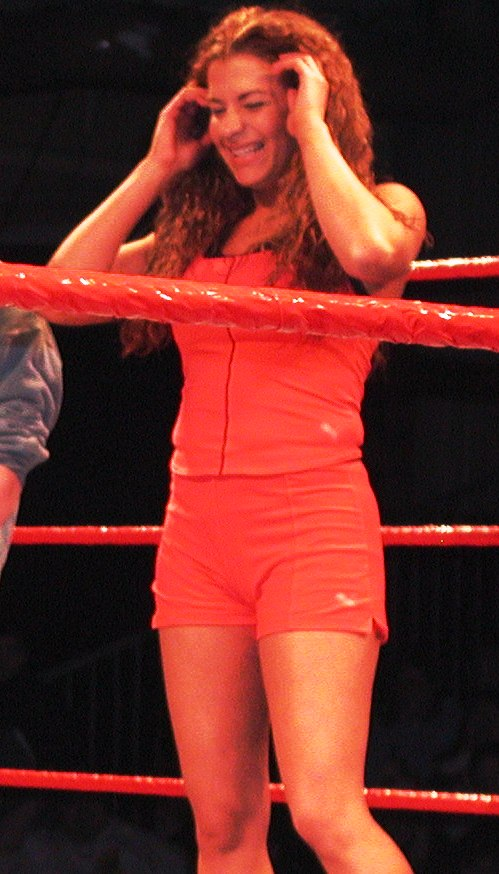
Nidia Guenardová, jedna z vítězek první sezóny

Bývalý WWE wrestler, Shad Gaspard, bývalý člen týmu Cryme Tyme, byl vybrán mezi 13 posledních soutěžících, ale údajně se psychicky zhroutil (doopravdy selhal v drogovém testu) a byl nahrazen Dannym. Vítěz třetí sezóny, John Hennigan (který ve WWE vystupoval jako John Morrison), byl vyřazen mezi 25 soutěžícím jelikož byla porota znechucena jeho arogancí. Také zde bylo několik známých tváří, kteří se sice nedostaly ani do finální 25, ale udělaly si jméno v tomto byznysu včetně modelky a bývalé WWE Divy Shelly Martinezové (ve WWE známa jako Ariel a jako Salinas v TNA), bývalá TNA Knockout a WWE Diva Kia Stevensová (dříve známa jako Awesome Kong; nyní jako Kharma), bývalá fitness modelka a WWE a TNA manažerka/wrestlerka Kim Nielsonová (ve WWE známa pod svým pravým jménem a jako Desire v TNA a soutěžící 13. sezóny reality show od NBC, The Biggest Loser) a současná TNA hvězda Gunner.

#### Trenéři
- Al Snow
- Hardcore Holly
- Chavo Guerrero
- Ivory

#### Soutěžící
- Aaron
- Alicia
- Anni
- Danny
- Hawk
- Jackie (vítězka; vystupovala pod jménem Miss Jackie a byla manažerka pro tým Charlieho Haase, který je nyní její manžel, a Rica)
- Jake
- Jessie
- Kenny (později zápasil v TNA a Ring of Honor jako Kenny King)
- Linda (vítězka; vystupovala pod jménem Shaniqua, manažerka Doug & Danny Basham)
- Matt (později zápasil ve WWE, v současnosti je v TNA)
- Peter
- Robert

### Tough Enough III
Třetí sezónu vyhrál John Hennigan a Matt Cappotelli. Hennigan, který dva roky zápasil pod jménem Johnny Nitro a později jako John Morrison, je nejvíce úspěšný vítěz Tough Enough. Je bývalý ECW šampion, třínásobný Mezinárodní šampion a držel oba tituly, WWE Světový Tag Teamový i WWE Tag Teamový titul. Cappotelli zápasil ve vývojovém středisku WWE, Ohio Valley Wrestling (OVW) ale v prosinci 2005 měl diagnózu otřesu mozku což vedlo k celkovému odchodu z wrestlingu a vzdání se OVW šampionátu. Jeho diagnóza zmizela v roce 2007, je ale nejasné, zda se Cappotelli k profesionálnímu wrestlingu vrátí.

WWE Diva, Melina, zkusila své štěstí v Tough Enough III a dostala se až do finální 25, poté byla ale vyřazena. Během zkoušek s WWE se setkala s Johnem Henniganem a začala s ním mít romantický vztah. Později získala WWE kontrakt a začala pro společnost pracovat, byla ale 5. srpna 2011 propuštěna. Zápasila pod jménem Melina v Raw a stala se první soutěžící z Tough Enough která držela WWE Women's šampionát, tento titul držela celkem třikrát a to z ní udělalo nejvíce úspěšnou ženu z Tough Enough. 

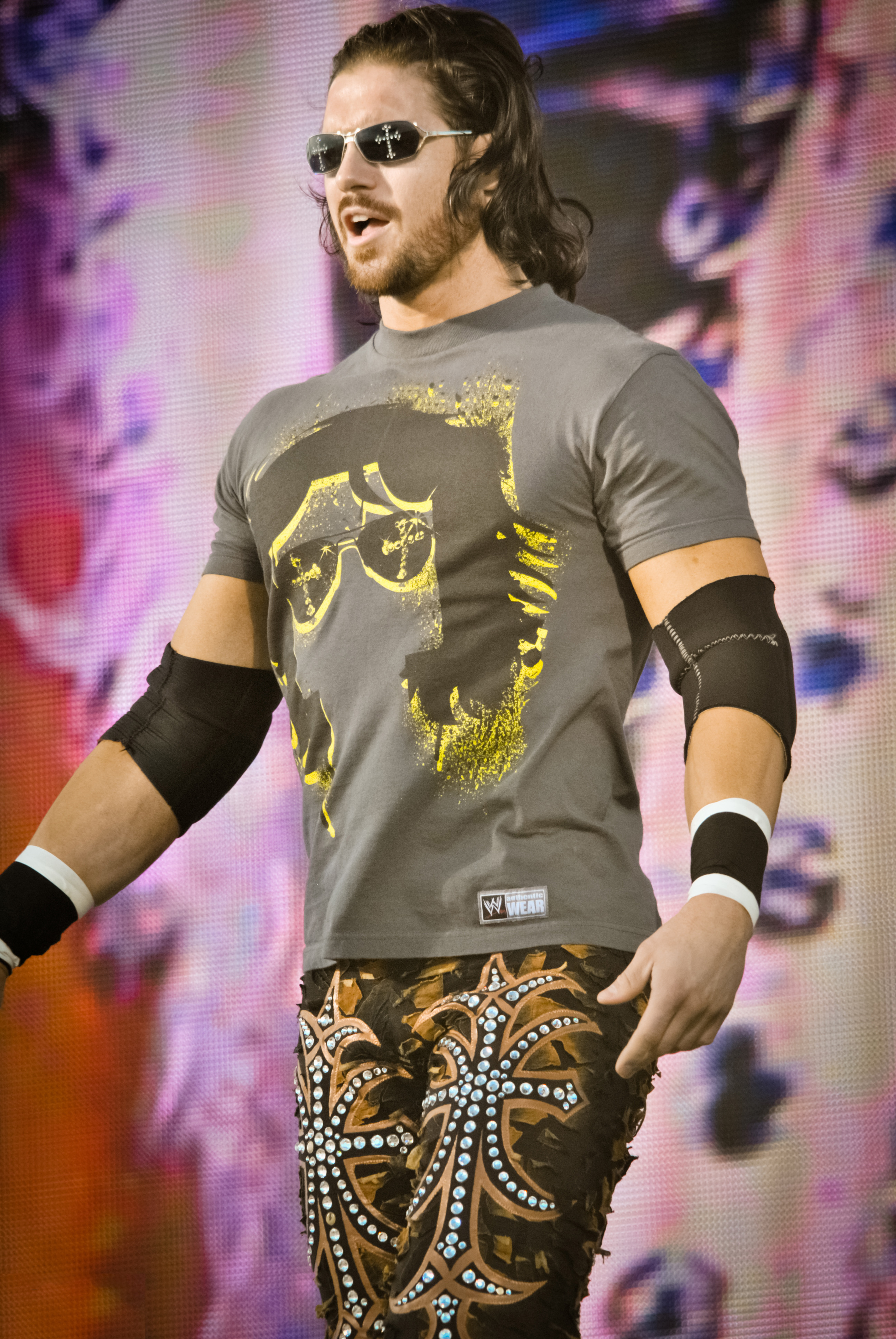
John Morrison, nejúspěšnější soutěžící z Tough Enough

#### Trenéři
- Al Snow
- Bill DeMott
- Ivory

#### Soutěžící
- Eric
- Jamie
- Jill
- John (vítěz)
- Jonah
- Nick
- Justin
- Kelly
- Lisa
- Matt (vítěz)
- Chad
- Rebekah
- Scott

### $1,000,000 Tough Enough(4. sezóna)
Čtvrtá sezóna Tough Enough byla vysílána jako část show SmackDown! mezi říjnem a prosincem 2004 ve zpětné vazbě na "Raw Diva Search". Cena pro vítěze byl 1,000,000 dolarový wrestlingový kontrakt. Vítěz této sezóny byl oznámen 14. prosince 2004 a odvysílán 16. prosince 2004 a stal se jím Daniel Puder, americký smíšený umělec. 30. ledna 2005 se stal třetím účastníkem show 2005 Royal Rumble a předtím, než byl v září 2005 propuštěn, zápasil v OVW.
Marty Wright, který během soutěže lhal o svém věku, byl diskvalifikován a později s WWE podepsal smlouvu a vystupoval jako The Boogeyman.
DVD této sezóny bylo vydáno v roce 2005.
Další finalisti byli:
- Nick Mitchell (později vystupoval ve WWE jako Mitch, člen týmu Spirit Squad, byl propuštěn v květnu 2007 a šel trénovat do MMA)
- Mike Mizanin (později vystupoval ve WWE, v současné době zápasí na Raw jako "The Miz". Stal se prvním, a posledním, soutěžícím Tough Enough který držel WWE titul)
- Chris Nawrocki (později podepsal s WWE vývojový kontrakt, byl ale propuštěn v roce 2005)
- Justice Smith (později Gladiátor v seriálu American Gladiators)
- Ryan Reeves (později vystupoval ve WWE ale byl v lednu 2007 propuštěn. Další kontrakt podepsal na podzim 2008. V současné době vystupuje ve SmackDownu jako Ryback)
- Daniel Rodimer (později podepsal vývojový kontrakt, ale byl propuštěn v srpnu 2007)

## Revival (5. sezóna)
18. října 2010 televizní webová stránka Deadline.com informovala, že USA Network obnovuje televizní reality show Tough Enough. 3. ledna 2011 jak New York Times, tak samotná WWE tyto informace potvrdili a odhalili, že vysílání začíná v pondělí večer 4. dubna 2011 po skončení WWE Raw, den po WrestleManii XXVII. Následující týden show debutovala v koprodukci s Shed Media.
Stone Cold Steve Austin sloužil jako moderátor páté sezóny zatímco se Booker T, Trish Stratusová a Bill DeMott stali trenéry. Mimoto má tato show podobný účel jako WWE NXT.
Ariane Andrewová, nyní WWE Diva Cameron, byla první osoba, která byla ze show vyřazena ale také první osoba, která se objevila v hlavním rosteru (včetně Andyho Leavine) a jediná, kdo je stále ve společnosti. 

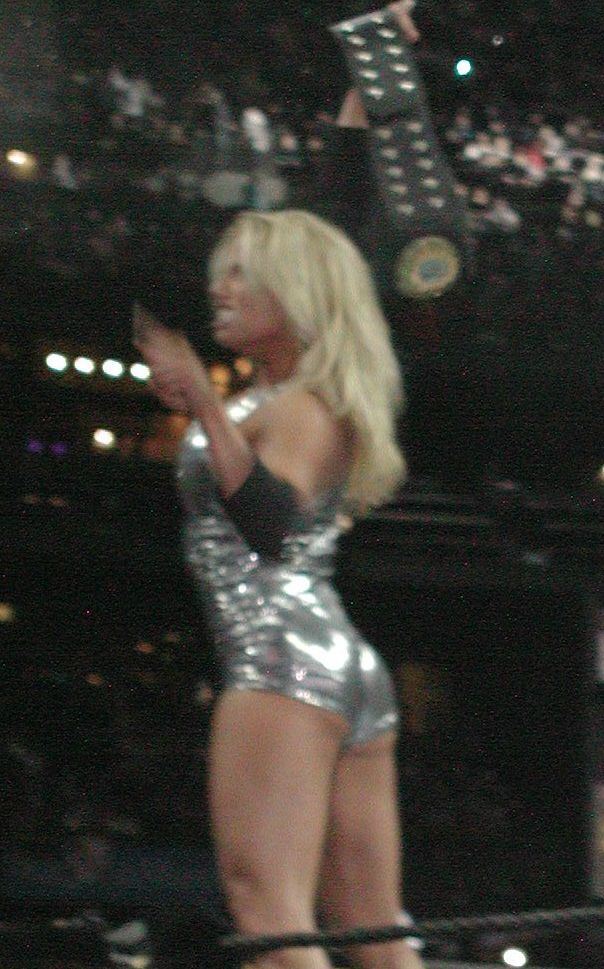
Trish Stratus, jedna z trenérek pro rok 2011

### Moderátor
- Stone Cold Steve Austin

### Trenéři
- Booker T
- Bill DeMott
- Trish Stratusová

### Soutěžící
- Andy Leavine – vítěz, vystupoval ve Florida Championship Wrestling jako Kevin Hackman. V dubnu 2012 propuštěn ze svého kontraktu.
- Luke Robinson – pracuje ve svém fitness klubu v Maine a zápasí na nezávislé scéně.
- Jeremiah Riggs – získal zkoušku s WWE ve FCW; nepodepsal kontrakt.
- A.J. Kirsch – 11. srpna 2011 vystupoval v epizodě show WWE Superstars. Zápasí v All Pro Wrestling.
- Martin Casaus – zápasí v lokálních shows.
- Ivelisse Vélezová – podepsala kontrakt s WWE, v srpnu 2012 propuštěna. Zápasila ve FCW a NXT jako Sofia Cortez.
- Eric Watts – v současné době hvězda NWA Championship Wrestling from Hollywood.
- Christina Crawfordová – podepsala smlouvu s WWE, zápasila ve FCW pod jménem Caylee Turner. V srpnu 2012 byla propuštěna.
- Ariane Andrewová – podepsala smlouvu s WWE, v současné době tanečnice Broduse Claye na Raw a ve FCW jako Cameron Lynn.
- Ryan Howe – zápasí v Ohio Valley Wrestling.
- Rima Fakihová – Miss USA, v současné době trénována jako WWE Diva.
- Matt Capiccioni – stále zápasí na nezávislé scéně.